# Elversele
Elversele est une section de la commune belge de Tamise située en Région flamande dans la province de Flandre-Orientale. C'était une commune à part entière avant la fusion des communes de 1977.

## Démographie

### Évolution démographique
- Sources : INS, Rem. : 1831 jusqu'en 1970 = recensements, 1976 = nombre d'habitants au 31 décembre[2].

## Histoire
Les découvertes archéologiques les plus anciennes datent de la période gallo-romaine. La mention la plus ancienne date de 1123.
Avec la fusion des communes belges fin 1976, le village, comme Tielrode et Steendorp, devient une sous-commune de Tamise.